# Đàn thảo nhỏ
Đàn thảo nhỏ (danh pháp khoa học: Elatine minima) là một loài thực vật có hoa trong họ Elatinaceae. Loài này được (Nutt.) Fisch. & C.A.Mey. mô tả khoa học đầu tiên năm 1836.